# 方正证券
方正证券股份有限公司，是方正集团属下的证券公司，总部设在湖南省长沙市，前身为1988年6月6日成立的浙江省证券公司，是中国首批综合类证券公司，上海证券交易所、深圳证券交易所首批会员。公司主营证券经纪、投资银行、证券自营、资产管理等业务。在全国设有27家分公司和361家营业部。

## 浙江证券

### 浙证初期历史
1988年6月6日，浙江省证券公司成立，注册资金为1,000万元，资金来源为中国人民银行拨款，注册地为浙江省杭州市。1989年3月15日，浙江证券代理中国人民银行浙江省分行发行中国最早的洗涤用品生产企业凤凰化工股票。1990年3月31日，浙江省证券公司改组为地方性全民所有制金融企业，与中国人民银行浙江省分行脱钩，由后者收回投资。9月，凤凰化工股票挂牌交易，杭州成为继深圳、上海后，第三个开展股票公开交易的城市。10月，海通证券公司与浙江证券联合包销了上海无线电四厂2500万元融资券，创造了证券跨地区发行的成功案例。同年12月26日，上海证券交易所正式成立后，浙江证券推荐凤凰化工上市，成为首批上市的8只股票亦即“老八股”之一，是全国第一家也是当时唯一一家非上海的股票，开创了新中国证券市场异地上市先河。而上交所极具象征意义且是当时级别最高的001号交易员红马甲，也为来自浙江证券的李建新所拥有。1991年3月，浙江证券领先于全国其他券商率先开通了与沪、深联网的证券行情、交易电脑网络系统，把上海、深圳证券交易所行情及交易的通讯网络向外地连接与延伸，实现了证券委托买卖的全电子化。
1992年4月，经中国人民银行浙江省分行和浙江省工商局核准，浙江省证券公司注册资本由1,000万元增加至5,100万元。同年5月29日，浙江证券在上海设立了全国第一个异地证券公司营业部，并于12月进入深圳。7月，浙江证券在国内异地券商中首家开通深交所的股票行情专线。11月，与浙江人民广播电台合作开办了国内首家金融信息电台。1993年6月，被财政部、中国证监会确认为第一批中华人民共和国国债一级自营商。10月，首批被证监会授予股票发行主承销商资格而后又被首批授予证券投资咨询资格。同年5月，再次成为第一家在北京设立营业部的外地券商。正是由于浙江证券最早将上海、深圳、杭州的证券交易活动紧密联系起来，业界自1992年便称这三个城市为中国证券市场的“金三角”。杭州的股民也一直与深沪投资者站在同一起跑线上，当时的许多报刊都把浙江省内证券业的繁荣现象归功于“浙江证券的推波助澜”。
1994年7月7日，中国人民银行批复浙江省分行批准，公司改组为有限责任公司。10月26日，浙江省证券公司按有限责任公司形式进行改造，名称变更为浙江证券有限责任公司，注册资本增加至4.5亿元。成为全国第一家按照《公司法》中有限责任公司法规，规范设立的大型专业证券公司，同时也是当时极少的由浙江省国际信托投资公司、浙江经济建设发展公司、巨化集团公司、中国运载火箭技术研究院、秦山核电公司、上海浦东土地发展公司、中国石化上海金山实业公司等40家跨省市、跨行业的中央、地方国有企业单位作为股东组成的证券公司。1996年，首创了“全额预缴、比例配售、余额即退”的发行模式，受到了中国证监会的肯定和推广。公司还是中国最早开展B股业务的公司之一。1997年9月23日，浙江证券发行并推荐浙江东南发电B股上市，是当时中国B股中股本最大的一支，也是首家在伦敦证券交易所以全球存托凭证形式与上海证券交易所同步上市的股票。

### 暴雷与衰落
1995年327国债期货事件中，浙江证券由于决策失误，站在了空方的一边，导致期货业务亏损1.3亿元；再加上同年大盘低迷，成交量锐减，浙江证券的股票自营业务也产生了巨额亏损。刚刚将股本金扩至4.5亿元仅一年的浙江证券，一年便亏了2.27亿元。
1997年底，浙江证券开始规划自身的增资扩股工作。1998年初，当时的邮电部和香港中银集团开始接触浙江证券，两家单位都愿意分别拿出6亿元人民币，将浙江证券股本金扩大到12亿元以上。如成功扩资，浙江证券将以12亿元的规模成为当时中国证券市场的巨无霸。同时中银集团还承诺了非常诱人的条件：公司仍受浙江省人民政府领导，缴税地区仍在浙江省，名称、机构地址和经营人员不做大的变动等等。但由于浙江证券在第一次改制时，已经引入了部分省外单位作为公司股东，此轮有意向的战略投资者又是两家外地单位，浙江省人民政府担心浙江证券的增资扩股会导致本地优质资产流失。最终还是断然否决了这次增资扩股方案。此后，因为当时众多券商均已开始引入战略投资者或重组。浙江省人民政府便开始主导浙江省国有资产的全资企业浙江国际信托投资公司入股浙江证券。1998年底，浙江国信正式入股浙江证券，并持有其67%的股权，而外地股东持股占比从原先的70%骤降至仅剩30%，公司资本金仍然只保持着4.5亿元的水平。作为浙江证券股东，浙江国信却也有着自己的证券业务，浙江省人民政府有意将浙江证券和浙江国信的证券业务合并组建一家暂定名为东南证券股份有限公司的综合类券商，并推动两公司在业务上的逐渐融合。同年11月13日，证监会同意国信证券有限公司、浙江证券有限公司、鞍山市信托投资股份有限公司、安徽省国际信托投资公司共同筹建鹏华基金管理有限公司，其中浙江证券持有16.66%股份。12月22日，鹏华基金作为中国首批基金管理公司正式成立。
由于下属三家营业部在2000年1月至10月违规为客户共计融资46079.5万元买入证券；挪用客户交易结算资金总额6.3亿元，用于公司自营及偿还债务；自1998年12月起，利用56个股票账户，大量买卖“钱江生化”股票，进行不转移所有权的自买自卖，操纵证券交易价格和交易量，2001年12月17日，证监会正式对浙江证券进行警告，取消自营业务资格，没收违法所得并处以50312.68万元罚金；其高管和相关责任人也均受到了警告和3-30万元不等的罚金。高达5亿元的罚金将导致浙江证券资不抵罚，2002年3月中，浙江证券以中国证监会的处罚决定并不严谨为由，向北京市最高人民法院提交行政起诉书。4月2日，北京市最高人民法院正式受理了这起上诉案，但最终该案并未开庭。浙江省因担心巨额罚款拖累浙江国信控股证券总部，立即中断两家公司业务的合作往来，并放弃两者的合并。2002年2月6日，浙江国信控股集团有限责任公司以其证券类资产联合其他9家公司共同正式发起设立金通证券股份有限公司。浙江证券在浙江省内证券业的地位被金通证券取而代之。

## 易主更名

### 方正收购
为尽快重组浙江证券，浙江方面开出了非常诱人的条件：新股东承诺与原股东一起按比例承担处罚；原股东承诺，若公司被处罚，则原股东在未来若干年内不享受公司红利分配，具体年数根据实际处罚结果另行商定；公司被收购后可改名、可迁址；浙江国信愿考虑在公司处罚结果明朗后，按商定价格回购新股东所持公司股份，新股东回收资金后，认购浙江国信的新增股份。随后，华立集团有限公司、北京北大方正集团公司、长江经济联合发展(集团)股份有限公司3家大型企业先后向浙江证券表达了收购意向。
由于看中浙江地方政府观念开放；当地市场化程度高；民间资本殷实；民营企业多，上市公司多，机制灵活，发展潜力大，当时全省处于辅导上市阶段的企业多达90余家；且浙江证券不存在证券业当时普遍存在的委托理财的亏损问题，2002年3月26日，北大方正集团与浙江省国信控股集团有限责任公司就合作重组浙江证券公司事宜达成初步的合作意向，并签署了《合作备忘录》。6月，浙江证券股东大会通过决议，同意由方正集团公司分别受让浙江证券现有18家股东持有浙江证券51%的股权，收购费用为2.295亿元人民币现金。同年8月1日，浙江证券正式宣布北大方正集团全面入主浙江证券。8月29日，中国证监会正式批准北大方正集团具备入股证券公司资格，可以受让浙江证券有限公司51%股权。

### 走向正轨
方正入主浙江证券后设立了法务部，并聘请了律师事务所作法律顾问；资产管理部处置了5000多万元的不良资产；公司还招聘了一大批专业人才和管理团队。方正从法人治理结构、内部机构设置到薪酬制度、绩效考核等，在各个层面对浙江证券进行了大规模强有力的彻底改造。并于收购完成的当年即实现了盈利，公司从传统国企体制向现代企业制度转变，初步建立了市场化的经营机制。2003年初，浙江证券获准缓缴和分期缴纳罚没款。同年3月28日，证监会同意浙江证券增资扩股至5.13亿元，并要求将募集资金优先用于归还被挪用的客户保证金。2003年下半年，浙江证券归还了所有历史上挪用的客户交易结算资金，恢复了四个投资银行业务通道并立即报送了四个投行项目。为依托方正品牌的知名度，在最短时间内扩大公司影响，恢复形象；弱化地域色彩，向全国性券商转变，以在全国各地开展业务。8月13日，浙江证券有限责任公司正式更名为方正证券有限责任公司。
2004年5月24日，中国证监会核准方正证券开展网上证券委托业务资格。12月21日，获得上交所国债买断式回购交易资格。2005年1月1日，成为全国首批IPO询介对象。5月31日，成为首批45家股权分置改革试点保荐机构之一。2007年7月19日，证监会发函确认方正证券已缴齐所有罚没款。2007年6月27日，证监会同意方正证券将所持有鹏华基金的16.66%股权以1.78亿元的当时最高价转让给当时欧洲最大的资产管理集团意大利欧利盛金融集团。9月27日，交易正式完成。

## 收购失败

### 武汉证券
2003年10月，方正集团以4亿元代价整体收购武汉正信，间接收购了其下属的武汉证券，方正集团总共以39.42％的股权比例相对控股武汉证券，并对其寄予厚望，视为打造“跨长江流域的金融控股体系”的核心支柱，并希望未来与方正证券合并。但方正与武汉市财政局签订的托管协议同时约定，若三年内武汉证券转亏为盈，北大方正将继续做其大股东；如果不能，北大方正将要求武汉市财政局退还其所有出资并退出武汉证券。
协议签订后，武汉市政府还希望北大方正能再拿出7.6亿元资金，替武汉证券偿还所欠中国电力财务公司债务。2003年底，武汉市政府指定武汉一家当地的会计师事务所对武汉正信的资产进行评估，但由于水分太多方正集团对评估结果断然不予承认。随后方正对武汉正信及其下属公司和资产进行了初步的评估，发现武汉证券至少存在20余亿亏空，与其他公司的亏损合计已超30亿元。
2004年上半年武汉证券开始大幅裁员，武汉市区的25个营业部每家员工均不足20人且每月仅发放1000元左右的工资，没有任何福利和奖金。同时，湖北省证监局再次进入武汉证券稽查，但未公布结果。5月，武汉证券原总裁卸任，方正集团委派的陈勇正式上任，武汉国投的原总裁班子解散。6月，证监会正式立案。12月25日，风险化解小组正式进驻武汉证券，开展为期半年的清资核产工作，方正作为第三方参与其中，以决定是否托管武汉证券。公司业务范围由承销、自营、经纪收缩成了单一证券经纪业务，其他业务均被暂停。最终，武汉证券合计背负债款超过40亿元，已严重资不抵债。其中亏欠中国电力财务公司7.6亿元，欠某银行15亿元，国债回购欠库近20亿元。
2005年8月，证监会指派广发证券托管武汉证券，方正集团最终退出。

### 金通证券
2000年8月2日，浙江省人民政府批准国有独资浙江国信控股集团成立，负责经营和管理浙江省国际信托投资公司、浙江省国信企业（集团）公司、浙江中汇（集团）股份有限公司和金通证券，是当时浙江省惟一一家以资本市场为基础，金融资本与产业资本相结合的综合性国有控股集团。虽然浙江国信的总资产超过100亿元，但是其总负债同样高达111亿元以上，净资产只有9.25亿元，且有大量的流动负债，占总负债的90％以上，短期偿债压力很大。
方正集团由于此前曾成功收购浙江国信旗下的原浙江证券，且当时浙江国信仍为更名后的方正证券第二大股东，因此方正也收到了浙江省人民政府邀约，参与商讨重组浙江国信。方正希望借此机会收购金通证券并与方正证券合并，使其在浙江的金融版图得到扩大。2004年8月底，浙江省国资委开始与方正集团积极谈判。9月，方正集团与浙江省签订有关浙江国信改制重组的合作备忘录。方正证券愿意承担金通证券债权债务，并合理妥善安置老职工。但10月初，一份有关金通证券表外理财窟窿的电子邮件被发送给了方正集团高层，方正立即向浙江省有关部门要求得到解释，并要求浙江方面对此进行“担保”。与此同时，浙江省态度开始转变，由于当时浙江部分金融企业已被民营化或逐渐外迁，政府害怕对浙江国信旗下的一揽子证券、信托、期货等金融公司失去控制权，并希望这些国有金融公司继续留在浙江。10月29日，浙江省人民政府召集相关金融监管部门负责人在之江饭店开会，要求浙江能源集团接受全部浙江国信股权，并于次日对外公布。11月4日，浙能集团董事长、党委书记正式兼任浙江国信董事长、党委书记。
2006年11月16日，中信证券顺利完成对金通证券100%股权的收购工作。金通证券股份有限公司，正式更名为中信金通证券有限责任公司，注册资本为88500万元。

## 合并泰阳证券

### 泰阳前史
1988年,经中国人民银行批准，湖南省证券公司正式成立。
2001年4月，更名为“泰阳证券有限责任公司”。

### 暴雷重组
2002年，以湖南鸿仪投资发展有限公司为首的“鸿仪系”开始控制泰阳证券及部分泰阳证券股东，并利用泰阳证券进行担保贷款及挪用大量客户保证金，造成泰阳证券至2006年7月有近40亿元的负债。在股东自救无望后，2005年下半年，中国航天科工集团开始介入泰阳证券重组，并计划将泰阳证券与其3月刚收购的航天证券合并。2006年航天科工提出了重组方案：原股东缩股至30%，银行债权列出延期全额还款计划，其余机构公司债权寻求按1∶1的比例实行转股；航天科工集团出资6亿元充实资本金，另给予6亿元贷款用于公司的流动资金。该方案很快得到了湖南省人民政府及证监会的赞同。但同年7月初，航天科工在重组进入最后确认阶段时，因自身原因、担忧隐性债务及未得到国资委的批准，突然主动宣布退出。
2006年8月至10月，方正陆续提出三套重组方案，最终决定将原股东12.05亿元缩股至2%，仅为0.24亿元，是当时券商合并重组所有过的最低水平；中国光大银行、长沙商业银行等十家债权人按不同比例债转股后的股权为1.7027亿元；方正集团出资6亿元，方正证券出资2.565亿元，合计持有泰阳证券81.50%。重组后泰阳证券的净资产为10.5亿元。虽然方案遭到原股东坚决反对，但在方正集团做出合并泰阳证券后方正证券将迁址长沙，并在湖南投资IT和医药产业等诸多承诺后，获得了湖南省人民政府的支持。在湖南政府对原股东以其他方式进行了安抚，并收回方正集团原持有岳阳市商业银行56%的股份后，全体股东最终同意该方案。
2006年11月26日，方正证券与北京市住房贷款担保中心、泰阳证券签订协议，约定将位于杭州市上城区平海路1号的方正证券自建总部营业用房方正大厦1－6层和11－12层置换担保中心存放在泰阳证券席位并已用于异户回购的面值为256,508,000.00元的国债。11月27日，方正集团联手方正证券重组泰阳证券的协议正式签署，方正集团和方正证券分别出资6亿元和2.565亿元，合计持有泰阳证券81.50％的股份，并承担其原有债务的20%。2007年2月7日，该方案正式获证监会批复核准。

### 迁址合并
由于牛市到来，2007年泰阳证券净利润达到11.42亿元。方正证券、泰阳证券合计完成股票、基金、权证等交易量2.37万亿，市场占有率达到2.17%，综合排名全国券商第12名，平均交易量为全国券商第5位；公司全年完成股票、债券主承销额50余亿元，企业债券主承销首次进入全国第9名。2007年11月，方正证券将其拥有的泰阳证券1.065亿元的出资额转让给哈投股份，作价8.52亿元，获得了7个多亿的股权转让收益。方正集团和方正证券在入主泰阳仅一年便收回了几乎全部投资。
2008年1月8日，证监会同意方正证券注册地由“杭州市平海路1号方正大厦”迁往“湖南省长沙市芙蓉中路二段200号华侨国际大厦22至24层”。3月10日，迁址的工商变更登记工作顺利完成。5月12日，中国证监会正式批复方正证券吸收合并泰阳证券，方正证券注册资金扩大到16.54亿元，其中北大方正集团出资50%，利德科技发展有限公司出资约9.2%，哈投股份和北大资产经营有限公司出资各约6.4%，而原泰阳证券的老股东包括债转股方式的长沙市商业银行在内，其所持的股权均被稀释到5%以下。合并后公司的净资产达到62亿元，净资本为53亿元，拥有78家营业网点，其中营业部45家，服务部33家，网点覆盖中国15个省市，为中部地区最大的综合类大型证券公司之一。7月，在中国证监会对证券公司的年度分类监管评级中，方正证券连升四级被评为A类证券公司。而成立于1988年，前身是湖南省证券公司的泰阳证券，作为全国首批，同时也是湖南规模最大、历史最悠久的证券公司，于2008年8月8日正式注销。这也是中国第一例没有政府出钱，而完全由企业出资、采取非破产方式的市场化重组的案例。
2011年11月25日，方正证券在浙江设立分公司，公司重新回到浙江，并落户在前身浙江证券原总部所在地浙江二轻大厦。

## 成功上市
2009年4月13日，证监会同意方正证券获得证券自营业务和证券资产管理业务资格。方正证券重新获得了自2001年浙江证券时期被取消的自营资格。2010年9月19日，“方正证券有限责任公司”正式改制更名为方正证券股份有限公司。12月31日，证监会正式受理方正证券IPO申报材料，保荐机构为平安证券，联合主承销商为平安证券和中信证券。
2011年8月1日，公司首次公开发行A股网上申购圆满结束。8月10日，方正证券在上交所成功上市，成为中国大陆第17家上市交易的证券公司。由于申请上市时正遇上新股破发潮，为了力保不破发，方正证券最终决定以3.9元每股的低价发行A股15亿股，募集资金达58.5亿元，为2011年全年发行价最低的股票，但当日收盘即大涨43.59%至5.6元每股。

## 子公司

### 瑞信方正
2007年下半年，方正证券分别与瑞士信贷和花旗集团洽谈成立一家主要经营投资银行业务的合资券商。
2008年6月13日，证监会批准设立瑞信方正证券有限责任公司，其中方正证券与瑞士信贷分别持有66.7%和33.3%。2005年瑞银集团获准重组北京证券成立瑞银证券后，因券商综合整治工作的需要，合资券商审批一度暂停。瑞信方正是2008年1月1日，修订后的《外资参股证券公司设立规则》和新制定的《证券公司设立子公司试行规定》正式施行以来，通过证监会审批的第一家合资券商。
2008年10月24日，瑞信方正正式成立，时任方正证券董事长兼任瑞信方正董事长。因监管要求，方正证券将投行相关业务全部剥离注入到合资公司，并不再从事任何投行业务。成立之初，瑞信方正力争3年内股票及债券承销进全国前六。
2014年8月1日，方正证券发行股份收购中国民族证券100%股权获证监会核准批复。根据证监会要求，方正证券必须在控股民族证券5年内解决方正证券与瑞信方正、民族证券的同业竞争问题。2018年4月，证监会公布《外商投资证券公司管理办法》，境外股东持有证券公司的股权比例放宽至 51.00%。随后，瑞士信贷在5月18日向方正证券提出，希望以非公开协议方式单方面向瑞信方正增资，增资方案于2018年6月15日获方正证券董事会通过。2019年4月15日，方正证券同意与瑞信签署增资的相关协议。
2020年6月1日，瑞信集团正式宣布，完成对瑞信方正增资，取得在华合资证券公司的控股权。瑞信出资6.2847亿元参与增资，其中2.8898亿元在增资完成后纳入瑞信方正注册资本，剩余的3.3949亿元计入公司资本公积。瑞信集团对瑞信方正的持股比例由33.30%提高至51.00%，而方正证券降至49%。2021年6月30日，瑞信集团宣布，其中国证券合资公司瑞信方正证券有限责任公司（简称瑞信方正）更名为瑞信证券（中国）有限公司（简称瑞信证券）。

### 民族证券
2014年8月，方正证券以换股并购的方式向民族证券股东发行股份收购民族证券全部股权，涉及金额130亿元。并购完成后，民族证券成为方正证券全资子公司，而方正集团与政泉控股分别成为方正证券第一和第二大股东。11月3日，政泉控股公开发布举报函，称其帮助北大资源代持北大医药股份，方正集团CEO李友等高管涉嫌内幕交易、利益输送等行为。12月，民族证券拒绝股东方正证券及会计师事务所进场审计，方正证券随即向北京市朝阳区人民法院提起民事诉讼，以损害股东利益责任纠纷为由起诉公司全资子公司民族证券及其相关责任董事。而政泉控股也以股东知情权纠纷为由向长沙市天心区人民法院起诉方正证券。北大方正集团法务部负责人更是谴责民族证券与方正证券的重组是郭文贵设计的阴谋，郭欲在重组后使方正证券成为政泉控股的提款机。
2015年1月4日，由于郭文贵举报，时任方正证券集团董事长的李友因涉嫌内幕交易罪，被警方抓获并批捕。1月29日，证监会湖南监管局责令方正证券第二届董事会全部董事和第二届监事会全部非职工代表监事。2月，方正证券撤诉与民族证券达成和解。4月30日，民族证券2014年度财务报表被出具了保留意见的审计报告，具体事项为执行审计程序时未获取账面列示在恒丰银行存放的20.5亿元协议存款的充分适当审计证据。随后监管部门发现民族证券将20.5亿元自有资金违规投向单一资金信托计划。北京监管局对民族证券前董事长赵大建等人采取谴责措施，民族证券还因此被限制业务活动、暂停核准业务申请以及被采取谴责措施。8月19日，方正证券对民族证券董事会和监事会成功改选。原民族证券董事长赵大建改任名誉董事长和董事。9月9日，中国证监会决定就利用20.5亿元款项事项对民族证券立案调查。9月22日起，民族证券原董事长赵大建被有关部门带走调查与公司失联，而其在此之前还被委派担任该次违规投资专项调查组组长。该笔款项部分逾期，民族证券计提部分坏账准备，对方正证券2015年度合并报表的净利润造成重大不利影响。20.5亿元信托资金最终证实被从四川信托中转出，违法挪用至郭文贵的其他公司使用。
2018年12月27日，方正证券获准收购民族证券在北京等地的51家证券营业部。2019年8月21日，北京证监局批复，公司业务范围仅保留“证券承销与保荐”。11月19日，“中国民族证券有限责任公司”正式更名为“方正证券承销保荐有限责任公司”，英文名称"China Minzu Securities Co., Ltd"变更为"Founder Financing Services Co., Ltd"。

### 其他子公司
2014年2月18日，证监会核准方正证券以自有资金出资，在香港特别行政区设立方正证券（香港）金融控股有限公司，注册资本为港币1亿元。

## 深陷漩涡
2015年7月14日，因涉嫌未披露控股股东与其他股东间的关联关系等信息，方正证券被中国证监会立案调查。8月31日，政泉控股所持有方正证券21.86%的股份，合计17.9亿股，全部被司法冻结。随后截止2022年2月，政泉所持有的方正证券全部股份又接连被河南省高级人民法院、湖南省高级人民法院等轮候冻结。
2021年6月19日10时至2021年6月20日10时，政泉控股持有的10.90亿股公司股份被大连中院在淘宝网司法拍卖网络平台公开拍卖，虽有近十万人围观但最终无人出价而流拍。
2021年7月24日，中国证券监督管理委员会发布《2021年证券公司分类结果》，其中方正证券被评为A级，与2020年持平。
2022年2月，方正证券发布公告称，银保监会于1月30日作出正式批复，同意中国平安旗下平安人寿提出的重大股权投资新方正集团的申请。即平安人寿拟出资约482亿元受让新方正集团约66.51%的股权获批。公告显示，根据生效的重整计划，方正集团及其一致行动人合计持有方正证券28.71%的股权，这将全部转入新设立的新方正集团，重整计划执行完毕后，新方正集团的股权结构为：平安人寿设立的SPV持股约66.5%，珠海华发集团设立的SPV持股约28.5%。平安人寿设立的SPV拟成为新方正集团的控股股东，中国平安作为平安人寿的控股股东，拟间接控制方正证券，面临控股平安证券、方正证券两家券商的情形，未来可能突破证券公司“一参一控”的要求。